# John George Trump
John George Trump (Nova Iorque, 21 de agosto de 1907 — Cambridge, 21 de fevereiro de 1985) foi um engenheiro e físico estadunidense.

## Biografia
Recebeu a Medalha Nacional de Ciências (1983) do presidente Ronald Reagan e foi membro da Academia Nacional de Engenharia dos Estados Unidos.
Trump foi reconhecido pelo desenvolvimento da radioterapia. Trump também foi famoso por desenvolver em parceria com Robert Jemison van de Graaff um dos primeiros geradores de raios X de milhões de volts. Numa parceria Trump, van de Graaff e Denis M. Robinson foi fundada a High Voltage Engineering Corporation, que produziu os geradores de Van de Graaff.
A Academia Nacional de Engenharia dos Estados Unidos disse ter sido ele "um pioneiro nas aplicações científicas, de engenharia e médicas de máquinas de alta tensão".
Foi irmão do empresário Fred Trump e tio do empresário e presidente Donald Trump.

## Condecorações
Trump recebeu uma série de prêmios, incluindo:
- His Majesty's Medal, dada por Jorge VI do Reino Unido (1947)[1]
- President's Certificate of Merit, apresentado pelo presidente Harry Truman (1948)[1]
- Medalha Lamme IEEE, do Instituto de Engenheiros Eletricistas e Eletrônicos (1960)[1][4]
- A Medalha Nacional de Ciências, apresentada pelo presidente Ronald Reagan (1983)[1]

## Formação
- 1929: Bachelor of Science (B.S.) em engenharia elétrica no Instituto Politécnico da Universidade de Nova Iorque[2]
- 1931: Master of Science (M.S.) em física na Universidade Columbia[2]
- 1933: Doutorado em engenharia elétrica no Instituto de Tecnologia de Massachusetts[2]